# Basilikon
Basilikon (în greacă:  βασιλικόν [νόμισμα], „[monedă] imperială”, la plural basilika), în general denumit doukaton (în greacă: δουκάτον) era o monedă de argint, larg utilizată, emisă în prima jumătate a secolului al XIV-lea. Marca revenirea la folosirea generalizată a monedelor de argint în Imperiul Bizantin și anunța abandonul monedelor de aur la mijlocul aceluiași secol. 

## Istoric
Basilikonul a fost emis puțin înainte de 1304 de împăratul Andronic al II-lea Paleologul (r. 1282 – 1328) și imita ducatul venețian de argint, care era denumit și „grosso” (pl. grossi); el trebuia, în principal, să servească la plata mercenarilor din Compania catalană. Moneda bizantină imita, prin iconografia sa, modelul venețian cu imaginea lui Hristos aflată pe avers, iar Andronic al II-lea, precum și Mihail al IX-lea Paleologul (r. 1294-1320), fiul său, aflați pe revers, pe locul unde se aflau Sfântul Marcu și Dogele, pe ducatul emis la Veneția. Similaritatea se regăsea în numele monedei, „ducato” sau „moneda dogelui” devenind „basilikon” sau „moneda împăratului”. Sursele grecești din epocă utilizau termenul de „doukaton”, în ambele cazuri.
Basilikonul avea un conținut ridicat de argint (920‰), era plat și nu concav (scifat) cum erau alte monede bizantine, cântărea 2,2 grame și valora 1/12 dintr-un hyperper, corespunzând astfel vechiului „miliaresion” care nu mai exista decât ca unitate de cont valorând două „keratia”. Cu toate acestea, cursul real de schimb era de obicei mai mic și putea varia în funcție de prețul argintului. Sursele contemporane menționează cursuri de schimb de 12,5, 13 sau chiar 15 basilika pentru un hiperper. Se știe că existau și monede de jumătăți de basilikon.
În anii 1330 și 1340, greutatea basilikonului a fost mult redusă ca urmare a lipsei de argint în toată Europa și bazinul mediteranean, scăzând la 1,25 grame până la sfârșitul anilor 1340. Emiterea sa a încetat în 1350 și a fost înlocuit prin anul 1367 de stavratonul nou, mai greu.

## Galerie de imagini

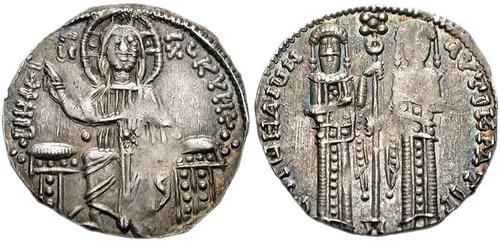
Unul dintre primii basilika emiși, pe revers reprezentându-l pe Hristos așezat, iar pe avers pe Andronic al II-lea și pe Mihail al IX-lea ținând un labarum între cei doi. Pe monedă se poate citi ΘΕΕ ΒΟΗΘΕΙ AYTOKPATOPEC PWMAIWN.
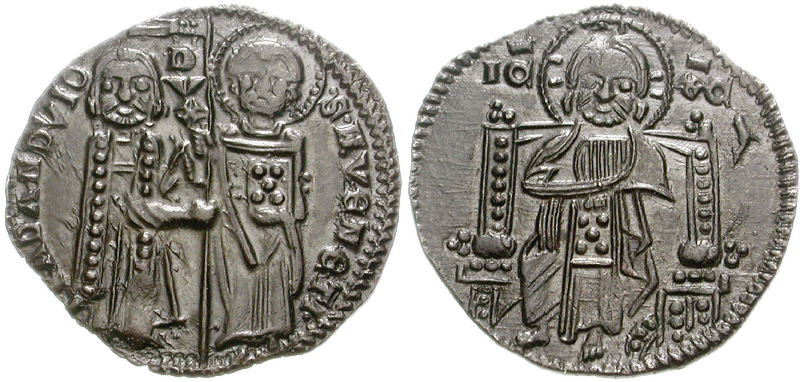
Grosso venețian de argint (Matapan) de Francesco Dandolo (prin 1328). Similaritatea iconografică cu basilikonul este evidentă.